# Challenger 1
Tancul britanic FV4030/4 Challenger 1 a fost un tanc principal de luptă  în Armata Britanică, între anul 1983 și mijlocul anilor 1990, fiind înlocuit apoi de Challenger 2. În prezent este în dotarea Armatei Iordaniene, cu modificări (fără personal în turelă și cu încărcare automată).

## Galerie

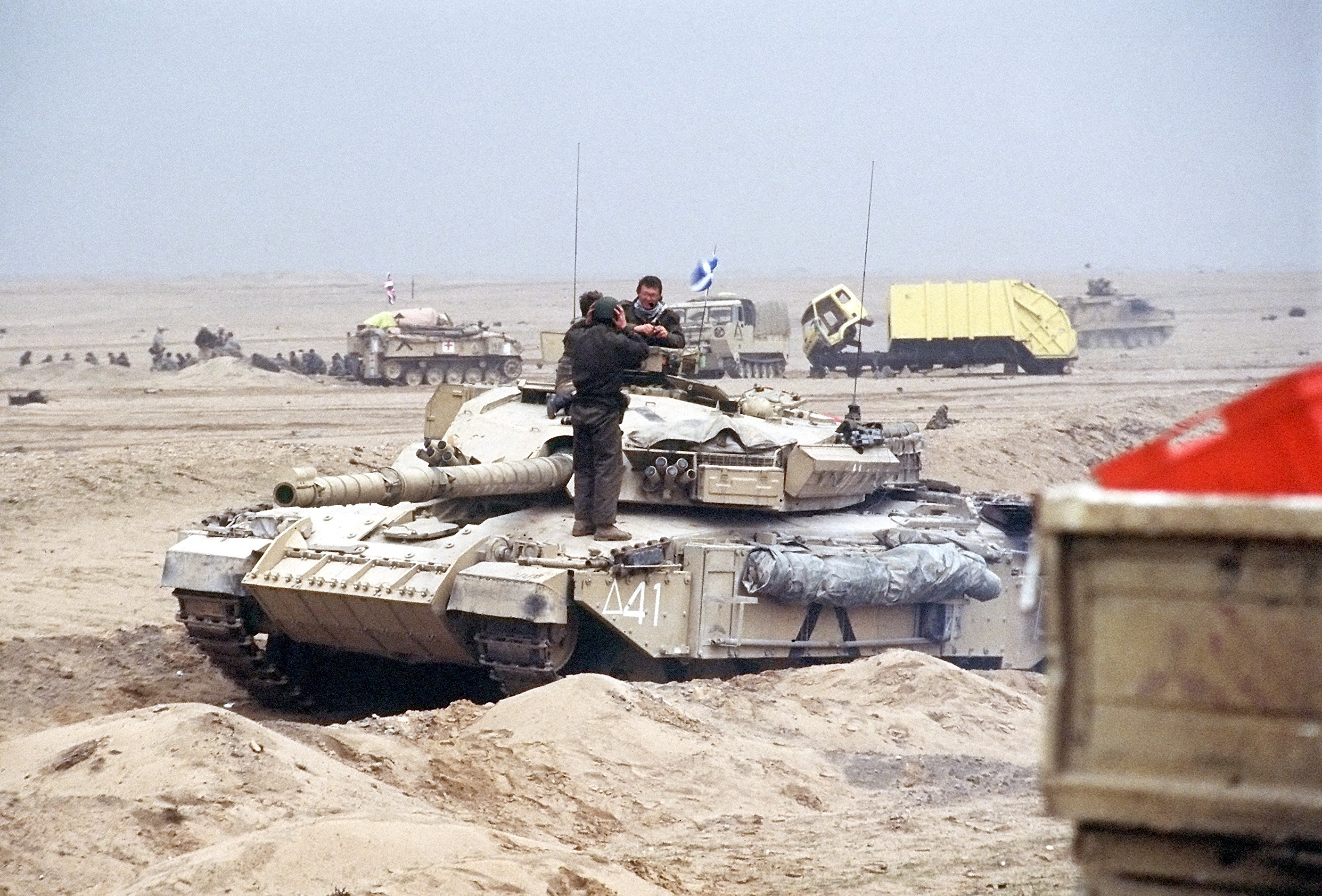
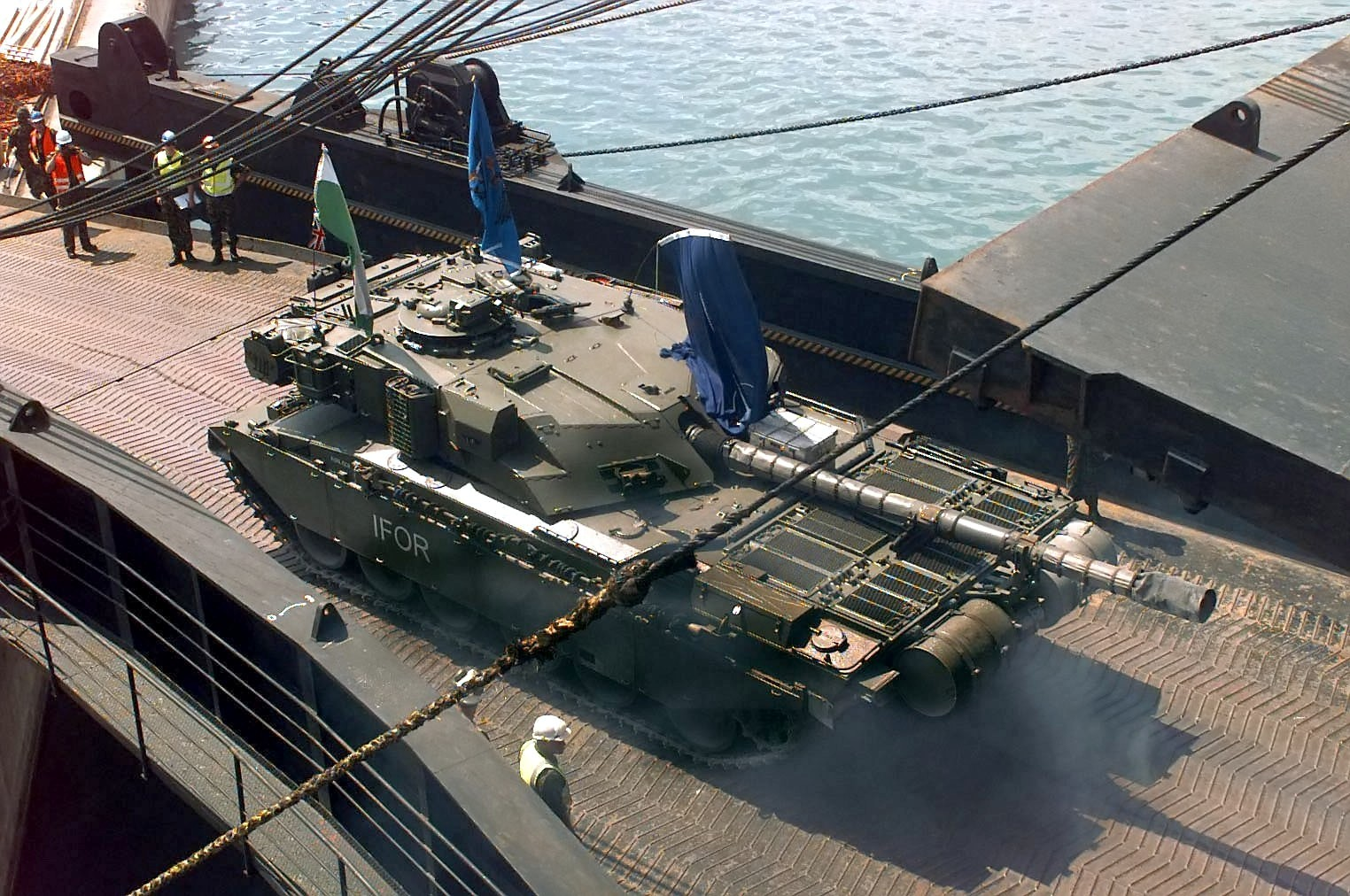
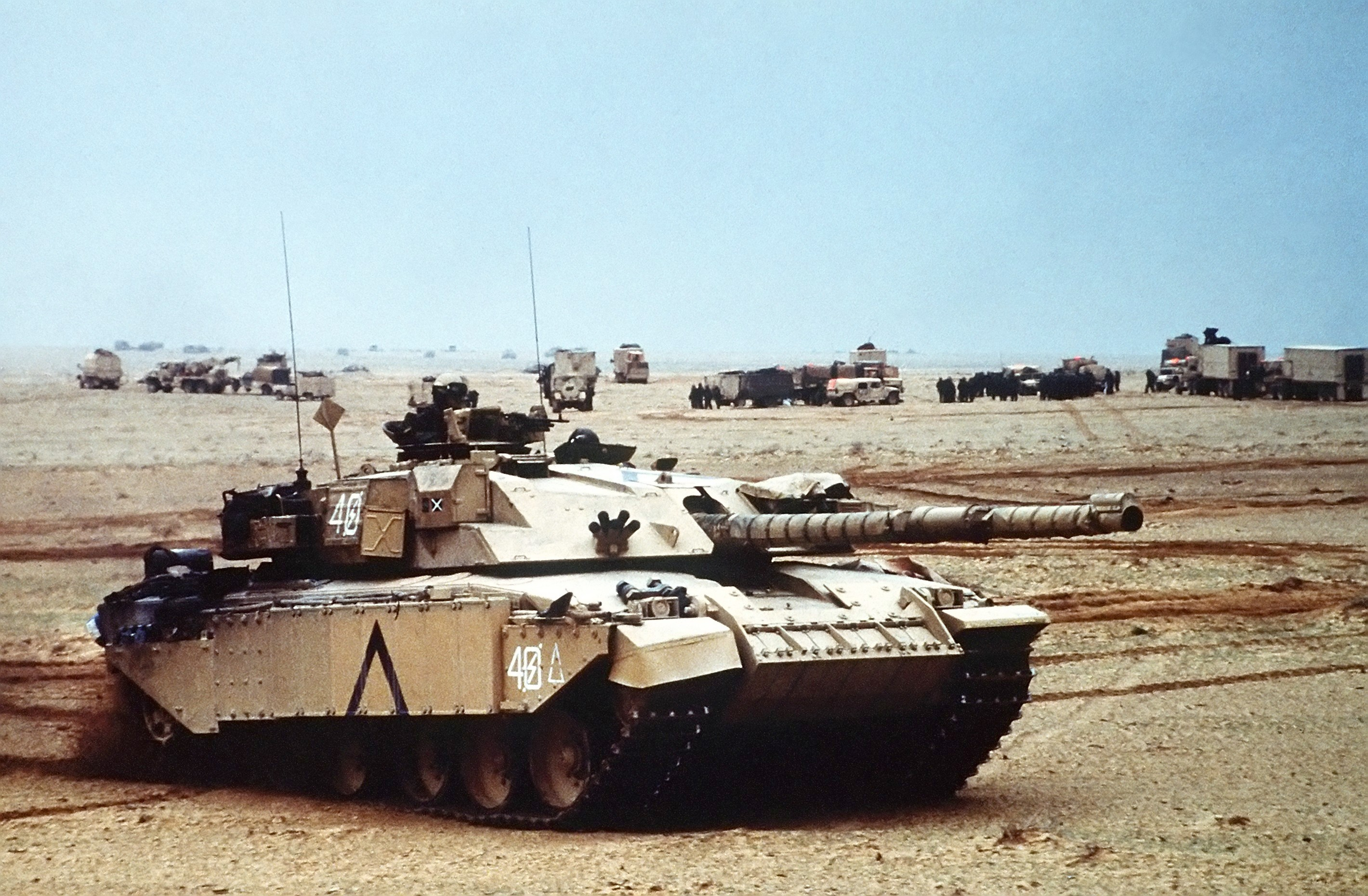

## Utilizatori
- Iordania - în prezent
- Regatul Unit - în trecut